# Flughafen Manang

i7
i11
i13
Der Flughafen Manang (Nepali मनाङ्ग विमानस्थल, IATA-Code: NGX, ICAO-Code: VNMA) ist der nationale STOL/AFIS-Flughafen des Dorfes Manang in Nepal. Er liegt im Manang-Tal rund 160 Kilometer nordwestlich der nepalesischen Hauptstadt Kathmandu und sieben Kilometer südöstlich des Dorfes Manang.

## Allgemeines
Der Flughafen liegt auf einer Höhe von 3.381 m über dem Meeresspiegel und besitzt eine 900 Meter lange Start- und Landebahn aus Asphaltbeton.

## Fluggesellschaften und Ziele
| Fluggesellschaft | Ziele              |
| ---------------- | ------------------ |
| Nepal Airlines   | Pokhara            |
| Tara Air         | Kathmandu, Pokhara |